# Syracuse Nationals 1955-1956
La stagione 1955-56 dei Syracuse Nationals fu la 7ª nella NBA per la franchigia.
I Syracuse Nationals arrivarono terzi nella Eastern Division con un record di 35-37. Nei play-off, dopo aver vinto il tie-breaker con i New York Knicks, vinsero la semifinale di division con i Boston Celtics (2-1), perdendo poi la finale di division con i Philadelphia Warriors (3-2).

## Roster
| N° | Naz.                   | Ruolo | Sportivo      | Anno | Alt. | Peso |
| -- | ---------------------- | ----- | ------------- | ---- | ---- | ---- |
| 3  | Stati Uniti (bandiera) | G     | George King   | 1928 | 183  | 88   |
| 4  | Stati Uniti (bandiera) | AC    | Dolph Schayes | 1928 | 201  | 88   |
| 5  | Stati Uniti (bandiera) | GA    | Paul Seymour  | 1928 | 185  | 82   |
| 8  | Stati Uniti (bandiera) | GA    | Ed Conlin     | 1933 | 196  | 91   |
| 10 | Stati Uniti (bandiera) | AC    | Red Kerr      | 1932 | 206  | 104  |
| 11 | Stati Uniti (bandiera) | AC    | Earl Lloyd    | 1928 | 196  | 91   |
| 12 | Stati Uniti (bandiera) | G     | Dick Farley   | 1932 | 193  | 86   |
| 15 | Stati Uniti (bandiera) | GA    | Bill Kenville | 1930 | 188  | 85   |
| 16 | Stati Uniti (bandiera) | AC    | Red Rocha     | 1923 | 206  | 84   |
| 17 | Stati Uniti (bandiera) | A     | Jim Tucker    | 1932 | 201  | 84   |

## Staff tecnico
- Allenatore: Al Cervi